# It’s Like That
«It’s Like That» (с англ. — «Вот так») — песня, написанная Мэрайей Кэри, Джермейном Дюпри, Мануэлем Сил и Джонтой Остин для десятого студийного альбома The Emancipation of Mimi, изданного в 2005 году. В песне использован хук «it’s like that y’all» из трека американской рэп-группы Run-D.M.C. — «Hollis Crew» (1984) и «Here We Go (Live)» (1983), и носит одно название с другой песней этой же группы. Это был первый сингл с альбома, выпущенный в 2005 году, которому удалось войти в двадцатку лучших хитов в нескольких странах, включая Соединённые Штаты Америки. Песня получила номинацию Грэмми в 2006 году за «Лучшее женское вокальное поп-исполнение».
Первоначально первым синглом с альбома должна была стать спродюсированная Канье Уэстом песня «Stay The Night». Однако, позже было объявлено о том, что это будет песня «Say Somethin'» при участии Snoop Dogg. В конечном счете, планы снова изменились, и «It’s Like That» была выбрана в качестве первого сингла.

## Положение в чартах
«It’s Like That» — один из самых больших коммерческих успехов Мэрайи за последние годы, сингл достиг 16 места в чарте США Billboard Hot 100. Максимальная позиция «It’s Like That» в чарте Hot 100 резко отличается от предыдущих синглов певицы между 2001 и 2004 годами, большинству из которых не удалось войти в Hot 100 и даже в чарт Bubbling Under Hot 100 Singles. Песня оставалась в списке лучших сорока синглов на протяжении пятнадцати недель и заняла 69 место в ежегодном итоговом чарте Hot 100 в 2005 году. Сингл получил золотую сертификацию от Американской ассоциации звукозаписывающих компаний, став первым золотым цифровым синглом в карьере Мэрайи Кэри.
Сингл был более успешен за пределами Соединённых Штатов Америки и сумел войти в двадцатку лучших в Германии, Италии, Франции и Норвегии, а также в десятку лучших в Австралии и в пятёрку лучших синглов Великобритании, где песня достигла своего максимума на 4 месте.

## Ремиксы
Официальный ремикс Скотта Сторча имел более выраженный восточный мотив в звучании, а в его записи принял участие рэпер Fat Joe. Танцевальные ремиксы с новым вокалом были созданы американским хаус-диджеем Дэвидом Моралесом. Петер Рауофер и Pound Boys (a.k.a. Mayhem & Craig C.) тоже сделали ремиксы на «It’s like That», но их версии не были изданы. Поскольку многие синглы 2005 года не выпускались на компакт-дисках, был издан макси-сингл с ремиксами на двенадцатидюймовой виниловой пластинке. Существует два варианта макси-сингла.

## Музыкальный видеоклип
Режиссёром музыкального видеоклипа стал Бретт Ратнер, который уже имел опыт работы с Мэрайей. Большая часть видео была снята на территории Особняка Greystone в Беверли-Хиллз, где проходила вечеринка главной героини перед свадьбой с Эриком Робертсом. В видеоклипе часть гостей носит маски, среди которых были замечены Брайан Макнайт, Рэнди Джексон, и два рэпера, принявшие участие в записи песни: Дюпри и Fatman Scoop. В завершающей части песни Мэрайя подпевает рэперу Fatman Scoop, когда главная героиня замечает среди гостей своего экс-возлюбленного (играет Уэнтуорт Миллер). Клип заканчивается кульминационным моментом, который одновременно является началом музыкального видео ко второму синглу «We Belong Together» (два видеоклипа были сняты одновременно).

## Список композиций
CD сингл для Европы/Великобритании
1. «It’s Like That» (Main Version) — 3:25
2. «It’s Like That» (David Morales Radio Mix) — 3:27

CD макси-сингл для Австралии/Европы
1. «It’s Like That» (Main Version) — 3:25
2. «It’s Like That» (No Rap) — 3:24
3. «It’s Like That» (David Morales Club Mix) — 8:27
4. «It’s Like That» (David Morales Classic Mix) — 8:58
5. «It’s Like That» (Stereo Experience) — 10:45

CD макси-сингл для Японии
1. «It’s Like That» (Main Version) — 3:25
2. «It’s Like That» (No Rap) — 3:24
3. «It’s Like That» (David Morales Radio Mix) — 3:27
4. «It’s Like That» (David Morales Club Mix) — 8:27

## Чарты
| Чарт (2005)                          | Высшее место |
| ------------------------------------ | ------------ |
| Australian Singles Chart             | 9            |
| Austrian Singles Chart               | 33           |
| Belgian Flandres Singles Chart       | 29           |
| Belgian Wallonia Singles Chart       | 32           |
| Danish Singles Chart                 | 19           |
| Dutch Singles Chart                  | 13           |
| European Singles Chart               | 8            |
| French Singles Chart                 | 16           |
| German Singles Chart                 | 14           |
| Hungarian Singles Chart              | 3            |
| Irish Singles Chart                  | 11           |
| Italian Singles Chart                | 7            |
| Japanese Singles Chart               | 130          |
| New Zealand Singles Chart            | 21           |
| Norwegian Singles Chart              | 13           |
| Swedish Singles Chart                | 47           |
| Swiss Singles Chart                  | 10           |
| UK Singles Chart                     | 4            |
| U.S. Billboard Hot 100               | 16           |
| U.S. Billboard Hot Dance Club Play   | 1            |
| U.S. Billboard Hot R&B/Hip-Hop Songs | 17           |

| Поставщик                 | Продажи  | Сертификация |
| ------------------------- | -------- | ------------ |
| Австралия                 | 35,000+  | Золотой диск |
| Соединённые Штаты Америки | 500,000+ | Золотой диск |